# Hot mot rikets säkerhet
Hot mot rikets säkerhet är sådana hot som anses riskera rikets fortsatta existens och dess grundläggandes institutioner, samt viktiga principer vilken grundlagen vilar på. I Sverige är Säkerhetspolisen (Säpo) den myndighet som i första hand har till uppgift att bekämpa dessa hot men även Militära underrättelse- och säkerhetstjänsten (MUST) har ansvar för detta om hotet kommer från utlandet. 